# 鍋島直愈 (白石鍋島家)
鍋島 直愈（なべしま なおます）は、江戸時代中期の肥前国佐賀藩士。白石鍋島家第3代当主。

## 略歴
延宝4年（1651年）5月29日、佐賀藩白石邑主鍋島直堯の子として生まれる。享保2年（1717年）6月、直堯が隠居し、家督を相続した。
享保15年（1730年）、鍋島宗茂が新藩主となると、側役の有田八右衛門を勝手方に任命して、それまで藩政を担っていた請役の諫早茂晴（直愈の弟）を排除し、宗茂側近により藩政を行おうとする動きが起こる。享保17年（1732年）、茂晴は些細な不始末を咎められ蟄居、隠居を命じられた。ところが、同年起こった享保の大飢饉に際し、藩内で8万もの餓死者を出し、有田八右衛門の対応に批判が高まる。享保18年（1733年）、宗茂が江戸に参勤中に、謹慎中の茂晴から支藩小城藩主鍋島直英に有馬の排除を訴える書状が出され、一門が直堯の屋敷に集まり協議の上で、宗茂に無断で有田八右衛門の罷免を断行した。宗茂は、有田の罷免を主導した直堯、直愈親子を呼び出し、厳しく叱責したが、罷免を認め側役から請役中心の藩政に回帰することを容認するしかなかった。
元文3年（1738年）9月、家督を直右に譲り隠居し、徹龍と号する。隠居に際して、直右に国家に対する忠義などを説いた五箇条の書付を残している。
寛延2年（1750年）12月、甥の諫早茂行が藩主鍋島宗教廃立の陰謀に加担したとして、知行高1万石を没収（上知）され、蟄居・隠居を命じられた。処分に反対する家臣や領民が騒ぎ、「諫早一揆」と呼ばれる騒動に発展した。若年で家督を継いだ諫早行孝は家中を押さえられず、諫早家の改易も心配される事態となり、直愈が仲裁に乗り出すこととなった。直愈が、上知は3年に限り、その後は本藩から返還されるとの仲裁案を出し、行孝も重臣たちも了承したが、下級家臣や領民は承服しなかった。領民が、大坂町奉行所に箱訴したことが本藩に知れると、藩の対応は強硬策に変わる。行孝に一揆の鎮圧が命じられ、藩からも多久茂堯が兵を率いて諫早に入り、一揆の指導者若杉春后は捕らえられ騒動は鎮静化した。寛延3年（1751年）10月に春后を始め、一揆に関わった諫早家家臣や領民が処刑され、当主の行孝も蟄居を命じられた。仲裁に失敗した直堯も叱りの処分を受けた。
宝暦5年（1755年）9月21日死去。享年80。

## 参考サイト
- 鍋島直愈覚書
- 小城藩日記データベース